# Грем'яцька сільська рада (Острозький район)
Грем'я́цька сільська́ ра́да — колишній орган місцевого самоврядування в Острозькому районі Рівненської області. Адміністративний центр — село Грем'яче.

## Загальні відомості
- Грем'яцька сільська рада утворена в 1940 році.
- Територія ради: 27,67 км²
- Населення ради: 1 793 особи (станом на 2001 рік)

## Населені пункти
Сільській раді були підпорядковані населені пункти:
- с. Грем'яче
- с. Грозів
- с. Михайлівка

## Склад ради
Рада складалася з 18 депутатів та голови.
- Голова ради: Стецюк Микола Дмитрович

### Керівний склад попередніх скликань
| Прізвище, ім'я, по батькові | Основні відомості                                                 | Дата обрання | Дата звільнення |
| --------------------------- | ----------------------------------------------------------------- | ------------ | --------------- |
| Стецюк Микола Дмитрович     | Сільський голова, 1959 року народження, освіта вища, безпартійний | 26.03.2006   | 31.10.2010      |
| Стецюк Микола Дмитрович     | Сільський голова, 1959 року народження, освіта вища, безпартійний | 31.10.2010   |                 |

Примітка: таблиця складена за даними сайту Верховної Ради України